# Kanada (filosof)
Kanāda, eller Kana-bhuk (ordagrant "atomätare"), var en vis indisk filosof, som levde på 500-talet f.Kr. Han är upphovsman till verket Vaisheshika Sutra, i vilket han lägger grunden till ett av den hinduiska indiska filosofins sex klassiska system, Vaisheshika.